# Bellingshausen Point
Der Bellingshausen Point ist eine Landspitze an der Nordküste Südgeorgiens. Am südöstlichen Ufer der Bay of Isles trennt sie die Einfahrt zum Sea Leopard Fjord im Westen von der zum Beckmann-Fjord im Osten.
Der US-amerikanische Ornithologe Robert Cushman Murphy kartierte sie bei seiner Reise mit der Brigg Daisy (1912–1913). Murphy benannte sie nach dem deutschbaltischen Seefahrer Fabian Gottlieb von Bellingshausen (1778–1852), einem der frühen Forschungsreisenden in antarktische Gewässer.